# Goldener Saal

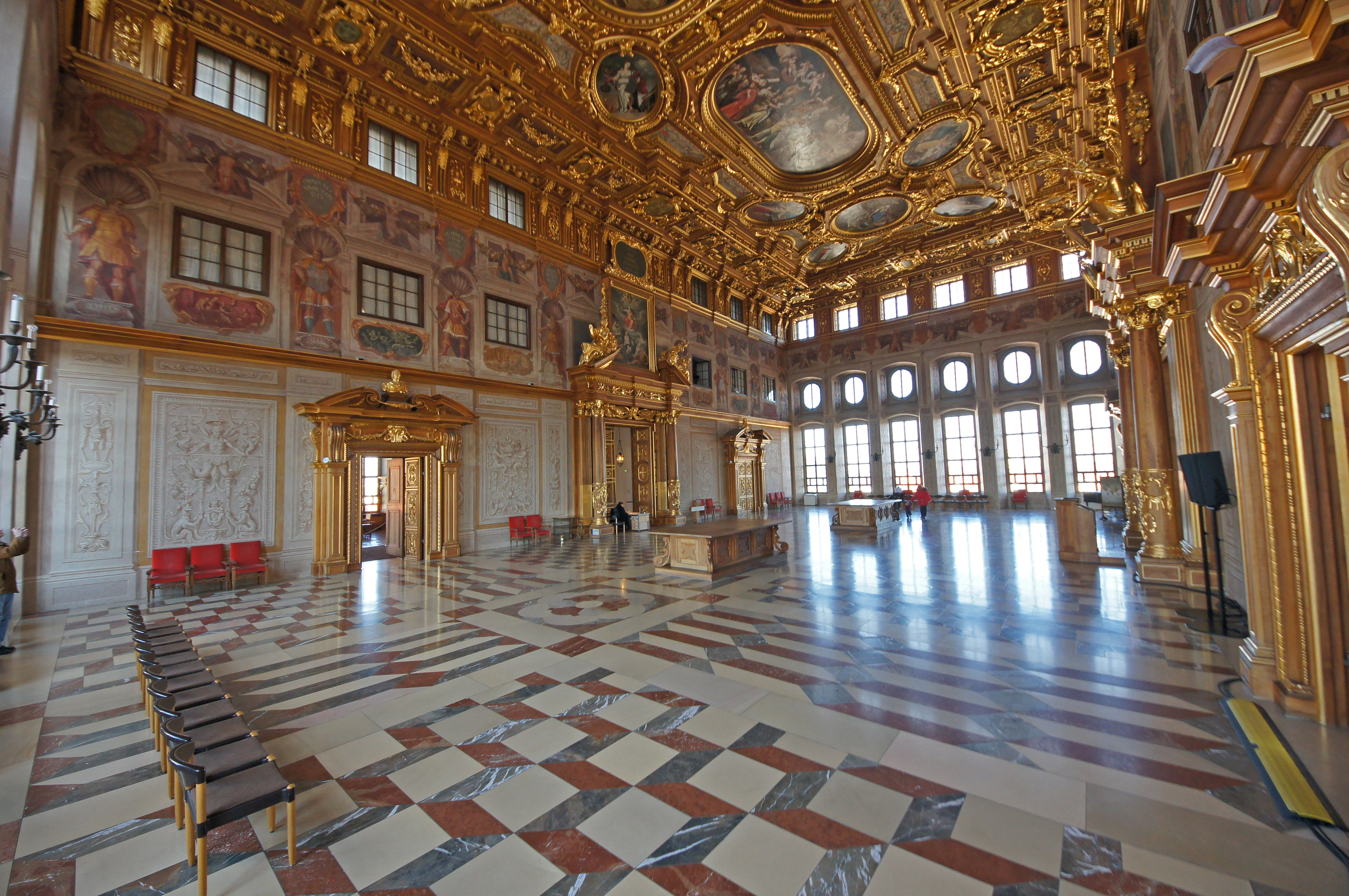
Goldener Saal

Der Goldene Saal ist ein Prunksaal im Augsburger Rathaus. Er zählt zu den bedeutendsten Kulturdenkmälern der Spätrenaissance in Deutschland und zu den wichtigsten Sehenswürdigkeiten der Stadt Augsburg. Die 1944 zerstörte historische Ausstattung wurde anlässlich der 2000-Jahr-Feier der Stadt ab 1980 rekonstruiert und bis 1996 endgültig fertiggestellt.

## Beschreibung

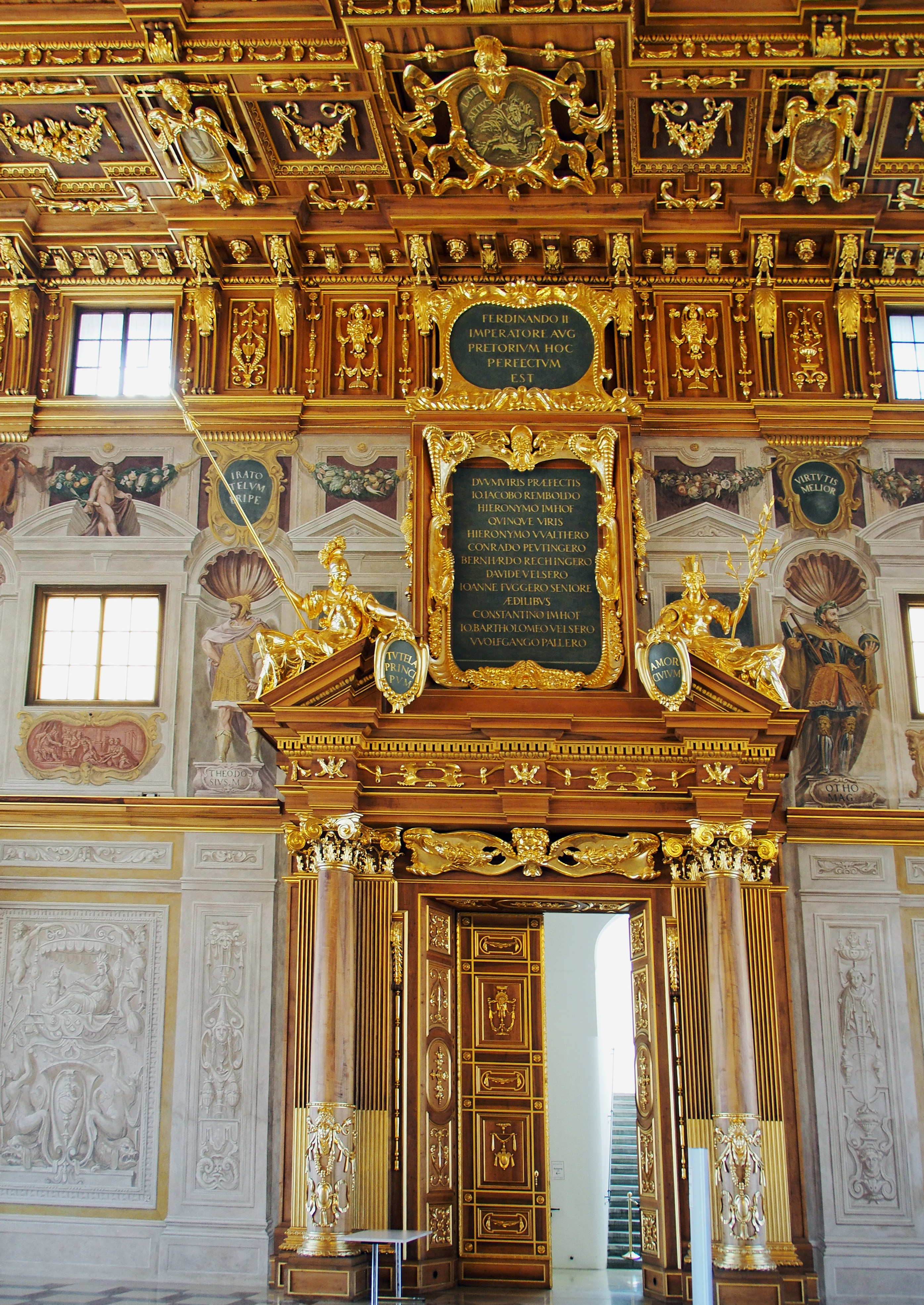
Inschriftentafel mit den Namen der für den Bau des Saales verantwortlichen Ratsherren, Augsburger Patrizier, darunter auch Fugger

Im zweiten Obergeschoss des Augsburger Rathauses gelegen, umfasst der Goldene Saal eine Fläche von 552 m² bei einer Deckenhöhe von 14 Metern. Mit seinen beeindruckenden Portalen, den üppigen Wandmalereien und nicht zuletzt der prachtvollen Kassettendecke galt er schon zu Zeiten seiner Entstehung als Höhepunkt künstlerischer Innenraumgestaltung. Seinen Namen bezieht der Saal von dem reichhaltigen Goldschmuck, der seine Einrichtung ziert.
An den Saal grenzen vier sogenannte Fürstenzimmer, die ursprünglich als Rückzugsmöglichkeit für hohe Gäste des Stadtrates dienten. Die im Zweiten Weltkrieg verlorengegangenen Zimmer sind rekonstruiert worden.

## Geschichte

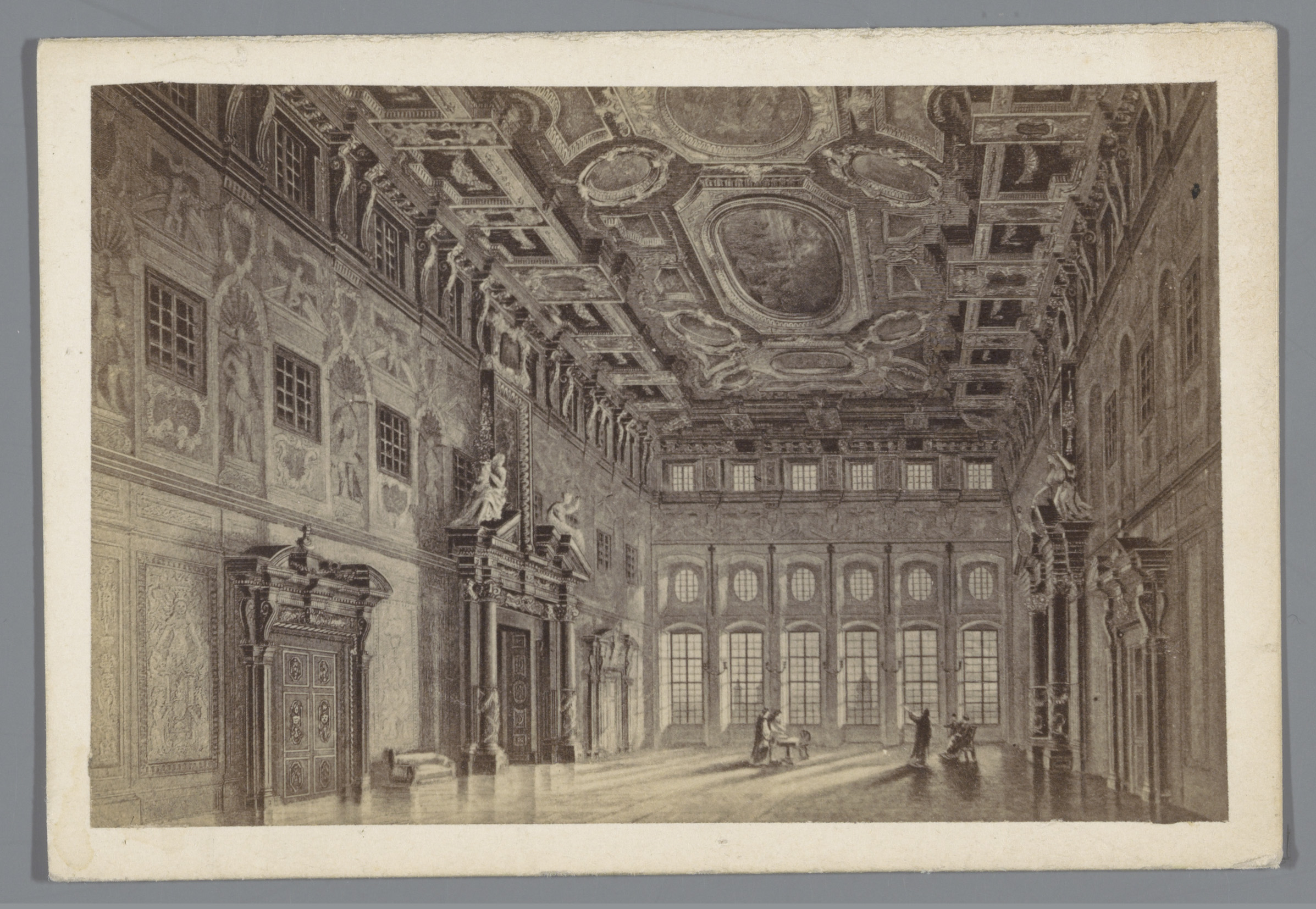
Kupferstich des Goldenen Saales

### Entstehung und Nutzung
Der Goldene Saal bildet das Kernstück des Augsburger Rathauses, das in den Jahren 1615 bis 1620 nach Entwürfen von Elias Holl als Kaisersaal sowie repräsentativer Rahmen für die Reichstage erbaut wurde. Die aus Nussbaum geschnittene vergoldete Kassettendecke fertigte der Zimmermeister Wolfgang Ebner von 1619 bis 1622. Das Bilderprogramm schuf Johann Matthias Kager nach Ideen des Jesuiten Matthäus Rader und nach Vorzeichnungen des Münchner Hofmalers Peter Candid. Der Innenausbau war im Wesentlichen bis 1624 abgeschlossen, die Fertigstellung des Goldenen Saales verzögerte sich bis in das Jahr 1643.
Ursprünglich war der Goldene Saal als Tagungsort für die Reichstage erbaut, der Dreißigjährige Krieg und die Festlegung auf Regensburg als Standort des Immerwährenden Reichstags führten jedoch dazu, dass der Reichstag nur 1713 und 1714 in Augsburg tagte, nachdem in Regensburg die Pest ausgebrochen war. Genutzt wird der Goldene Saal seit seiner Fertigstellung darum hauptsächlich als Empfangs- und Versammlungssaal der Stadt.
Immer wieder war der Raum aber auch Schauplatz wichtiger überregionaler Ereignisse, so etwa die Wahl von Ferdinand IV. zum römisch-deutschen König im Jahr 1653 sowie das Krönungsbankett für Joseph I. am 26. Januar 1690. Kaiser Franz II. besuchte den Goldenen Saal 1792 zusammen mit seiner Frau Maria Theresia von Bourbon-Neapel. 1891 war Otto von Bismarck Gast des Augsburger Magistrates, wobei ihm im Goldenen Saal die Ehrenbürgerschaft der Stadt verliehen wurde. Im Jahr 1914 wurde für den letzten bayerischen König Ludwig III. ein Bankett im Goldenen Saal abgehalten.

### Zerstörung und Rekonstruktion

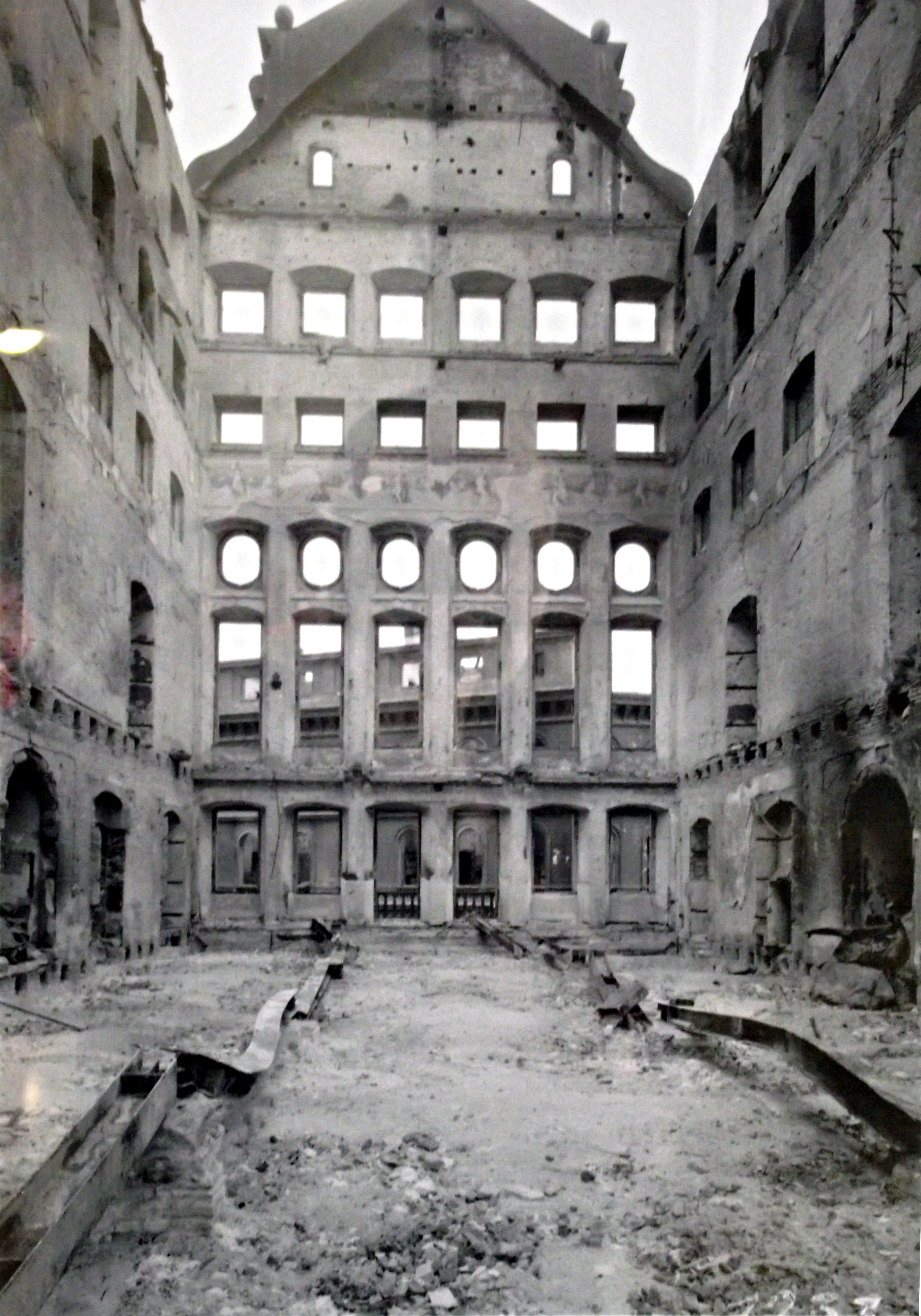
Der Goldene Saal wurde bei den Luftangriffen Ende Februar 1944 komplett zerstört

Bei dem verheerenden Bombenangriff der britischen Royal Air Force in der Nacht vom 25. auf den 26. Februar 1944 wurde das Augsburger Rathaus schwer getroffen und brannte bis auf die Außenmauern nieder. Auch der Goldene Saal und die Fürstenzimmer – jahrhundertelang Stolz der Augsburger und Ausdruck ihres bürgerlichen Selbstbewusstseins – wurden dabei ein Raub der Flammen. Lediglich einige Freskenreste konnten gesichert werden.
Nach dem Zweiten Weltkrieg wurde das Augsburger Rathaus äußerlich nach historischem Vorbild wiederaufgebaut. Der Innenausbau hingegen orientierte sich am damaligen Zeitgeschmack und fiel entsprechend schlicht aus. Besonders deutlich zeigte sich dies im einst prachtvoll ausgestatteten Goldenen Saal, der vorerst nur provisorisch wiederhergestellt wurde: Statt der aufwändigen Renaissanceausstattung erhielt der Raum eine schlichte Holzdecke, einfache Türen und weiß verputzte Wände – lediglich Reste der ursprünglichen Wandmalereien blieben sichtbar. Der Boden wurde mit einfachem Estrich versehen.
1956 schrieb die Stadt einen Wettbewerb zur Neugestaltung des Saals aus, doch die eingereichten Entwürfe überzeugten die Stadtspitze nicht. So blieb der Goldene Saal bis in die 1980er Jahre weitgehend unverändert und diente vorwiegend als Ausstellungsraum.
Anfang der 1980er Jahre beschloss der Augsburger Stadtrat den Wiederaufbau des Goldenen Saales nach historischem Vorbild aus Anlass des bevorstehenden 2000-jährigen Stadtjubiläums im Jahre 1985. Mithilfe historischer Zeichnungen und Fotografien erfolgte in einem ersten Bauabschnitt zunächst die Grundrekonstruktion der Kassettendecke samt Deckengemälden, des Fußbodens und der Portale, und am 9. Januar 1985 wurde der Goldene Saal im nahezu alten Glanz wiedereröffnet.
Unterstützt durch unzählige Geldspenden und das rege Interesse der Augsburger konnten in den Folgejahren auch die Wandmalereien und der reichhaltige Goldschmuck wiederhergestellt werden, der dem Goldenen Saal einst seinen Namen gegeben hatte. Für die Vergoldungsarbeiten im Goldenen Saal wurden insgesamt 2,6 kg Blattgold verarbeitet, die von der damals noch in Augsburg ansässigen Blattgoldfabrik Kühny geliefert wurden. Die Arbeiten wurden im Jahre 1996 endgültig abgeschlossen und der Saal wurde – zum zweiten Mal und nun in originalgetreuem Zustand – feierlich wiedereröffnet.
Von den vier an den Saal angrenzenden Fürstenzimmern wurden bisher nur zwei vollständig rekonstruiert. Momentan (2023) arbeiten die Restauratoren und Handwerker an der Wiederherstellung eines dritten Fürstenzimmers.

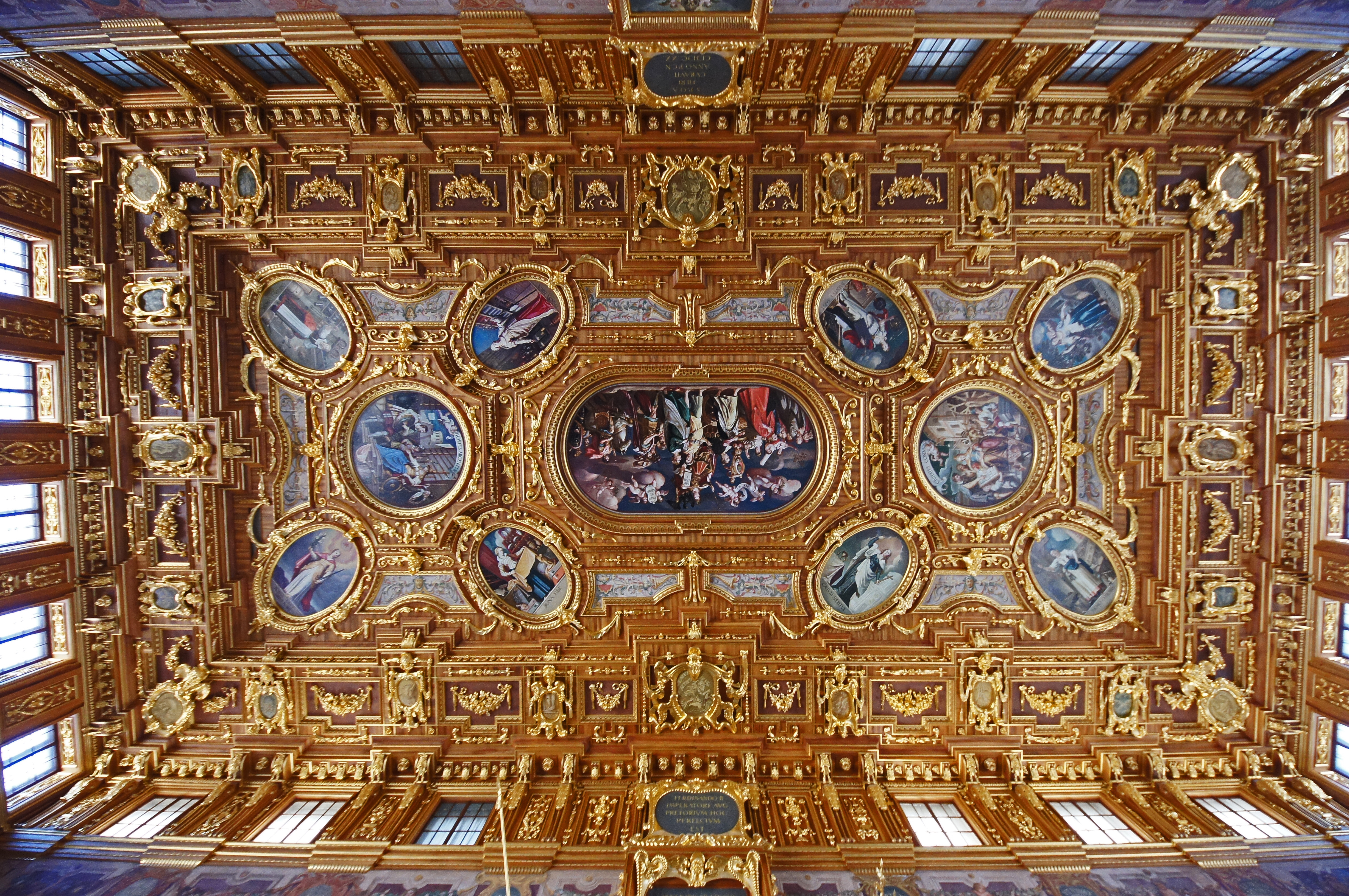
Decke

## Decken- und Wandgemälde
Die Pracht des Goldenen Saales rührt nicht zuletzt von seinen zahlreichen Deckengemälden und Wandmalereien, die der verantwortliche Innenarchitekt Johann Matthias Kager in verschiedenen Größen und Formen aufwendig herstellen und anbringen ließ. Auf der aus Nussbaum geschnitzten Kassettendecke befindet sich als Hauptgemälde das ovale Bild der Sapientia (Weisheit), das von zwei großen Rundbildern flankiert wird. Diese sind wiederum von je vier Ovalen umgeben. Am äußersten Rand der Decke sind zudem 24 Emblemata angebracht.
Das 24 m² große ovale Hauptgemälde der Sapientia wird von einem lateinischen Spruchband geziert, dessen deutsche Übersetzung „Durch mich herrschen die Herrscher“ lautet.
Das westliche der beiden Rundgemälde behandelt den Bau des Augsburger Rathauses. Dort ist der Baumeister Elias Holl zusammen mit einem Abbild des Rathauses zu sehen. Das lateinische Spruchband dieses Gemäldes lautet in der deutschen Übersetzung „Städte werden gegründet“.
Umrahmt ist das Bild von vier Frauengestalten, die Allegorien auf Wissen, Fruchtbarkeit, Fleiß und Frömmigkeit darstellen. Jedes der Bilder wird von einem entsprechenden Spruchband geziert.
Das östliche Rundgemälde hat die Wehrhaftigkeit der Reichsstadt Augsburg zum Thema. Auf dem Spruchband ist in lateinischen Worten zu lesen: „Feinde werden abgewehrt“.
Auch dieses Bild wird von vier Frauengestalten umrahmt, die Heilkunst, Redlichkeit, Gerechtigkeit und Wohlstand symbolisieren.

Deckengemälde
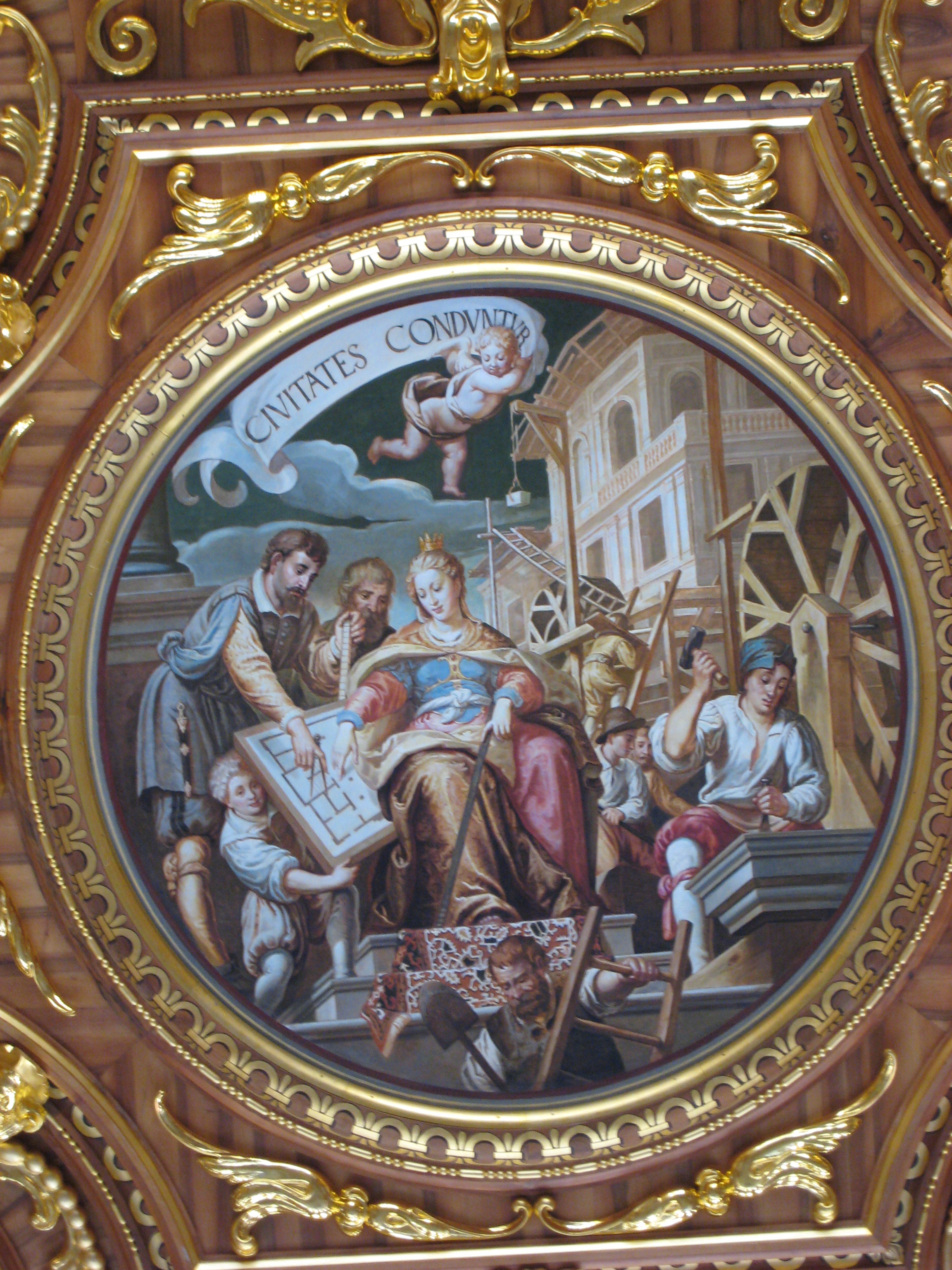
Westliches Mittelbild, mit der Göttin der Baukunst und Elias Holl mit Zirkel und Zeichnung
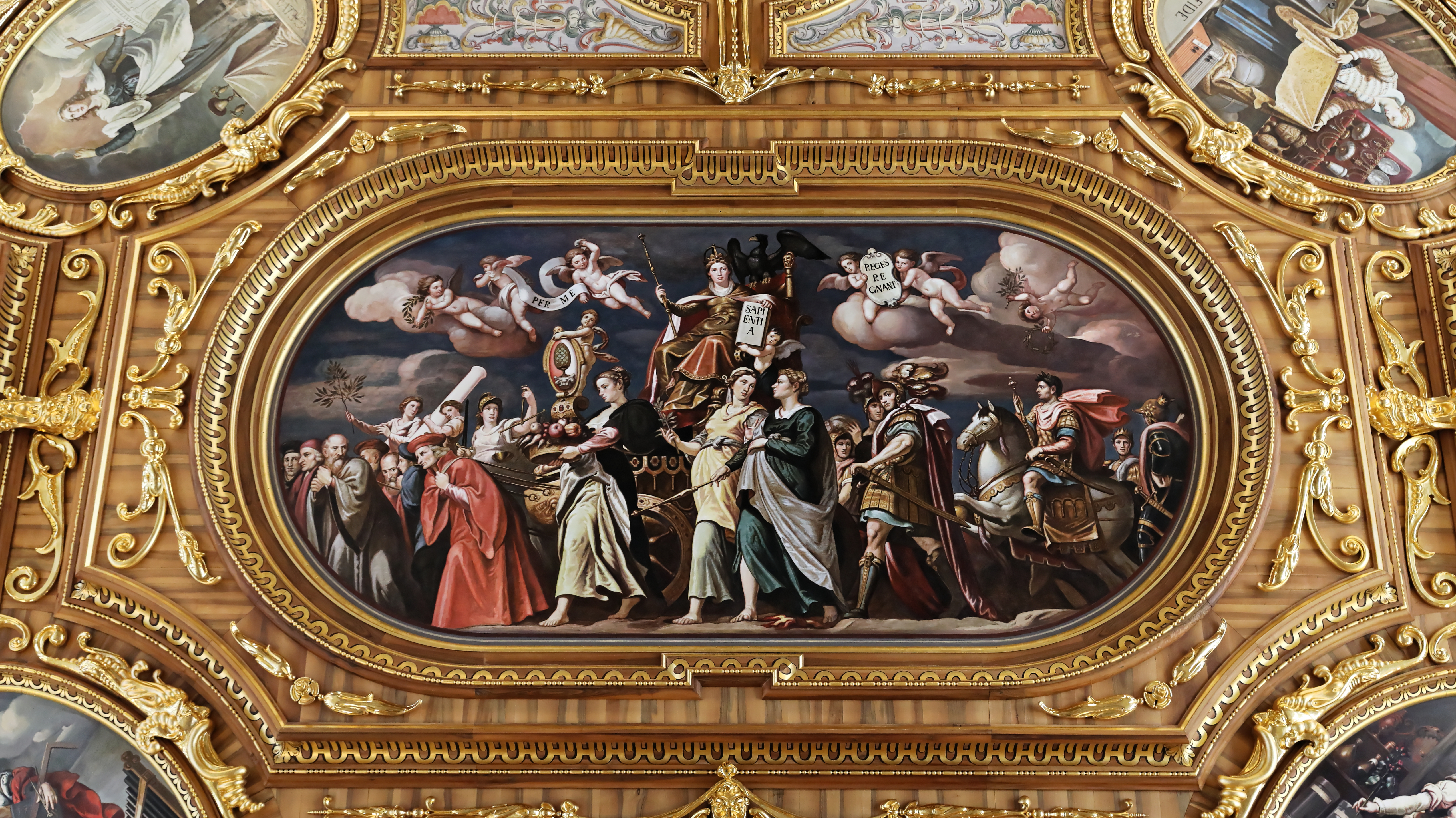
24 m² großes Mittelbild, zu sehen „Sapientia“ (die Weisheit) als Frau auf einem Triumphwagen von Weisen gezogen.
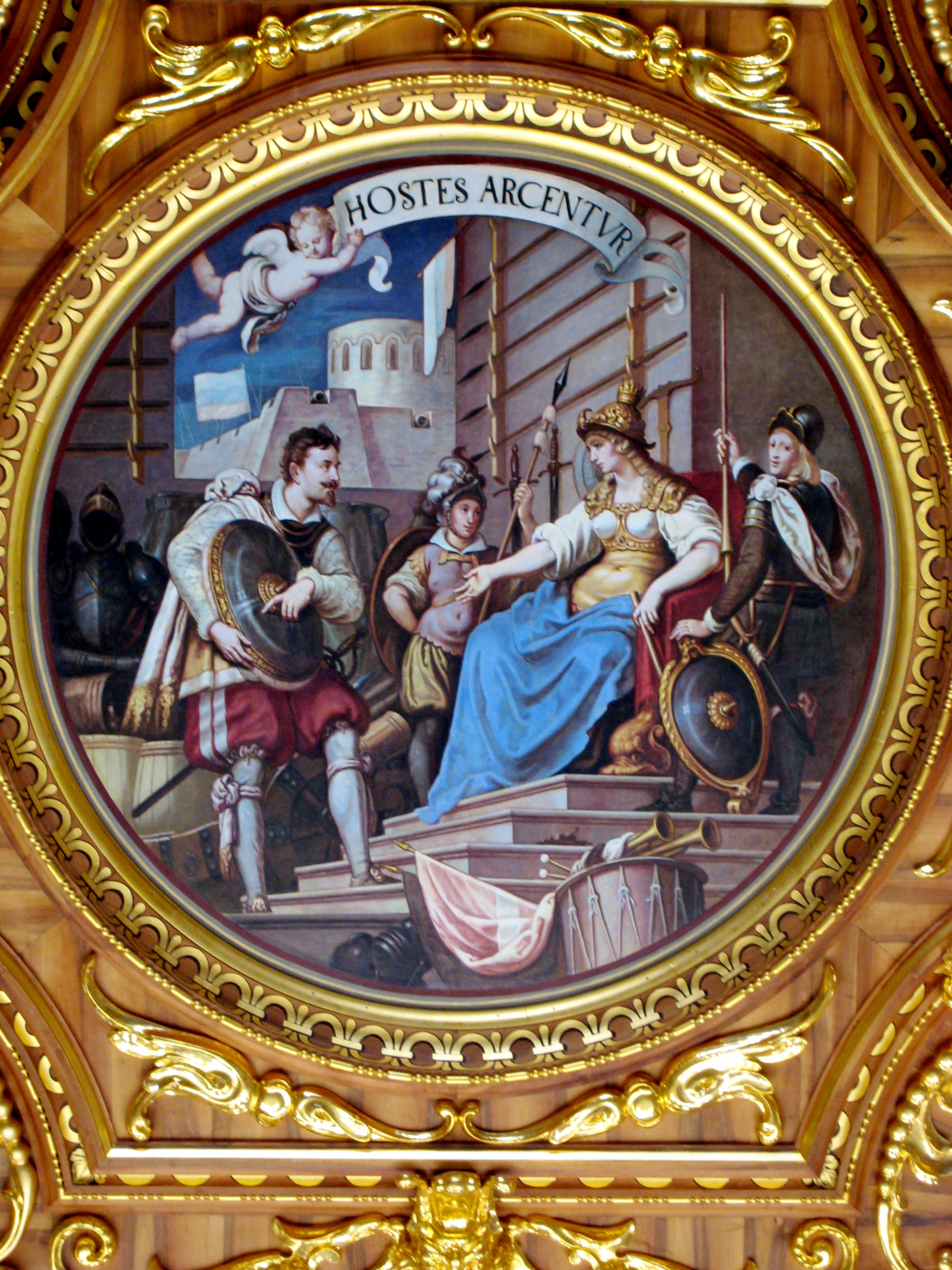
Östliches Mittelbild, mit „Minerva Bellona“ (der Kriegsgöttin)

Bis zu ihrer Zerstörung im Zweiten Weltkrieg war die Kassettendecke an 27 Ketten am Dachgebälk des Rathauses aufgehängt.
Auch die Wände des Goldenen Saales sind mit prächtigen Gemälden geschmückt. So sind dort Darstellungen römisch-deutscher Kaiser und sämtlicher am Bau des Rathauses beteiligten Baumeister zu finden. Besonders erwähnenswert ist ein Werk des Augsburger Künstlers Hans Rottenhammer, das über einem der Portale angebracht ist und die Stadtgöttin Augusta nebst Reichsadler sowie die vier Augsburger Flüsse Lech, Wertach, Singold und Brunnenbach darstellt.

## Fürstenzimmer

Fürstenzimmer

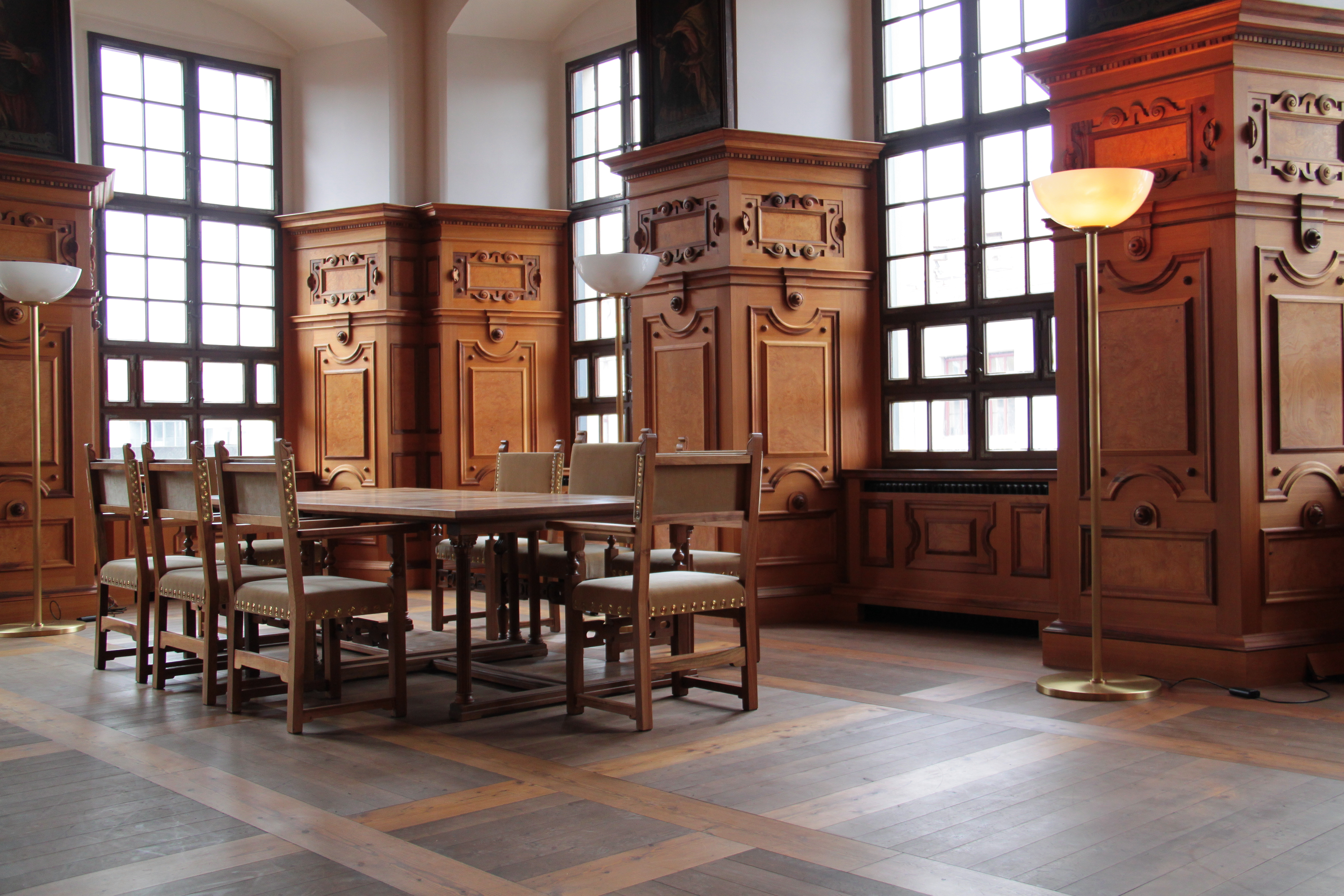
Fürstenzimmer

Vom Goldenen Saal führen vier Portale in die Fürstenzimmer, von denen bis heute zwei rekonstruiert wurden. Die Fürstenzimmer dienten als Empfangs- und Aufenthaltsräume hochgestellter Besucher. Die reich profilierte Decke und die schlichte Wandverkleidung sind aus Nussbaum und Eichenholz. In jedem Zimmer befindet sich ein kunstvoller Gusseisenofen von mehr als fünf Meter Höhe und einem Gewicht von etwa drei Tonnen. Sie wurden vom Flur aus mit Holz beheizt. Weiter gibt es eine Geheimtür, die in das Treppenhaus führt.

Fürstenzimmer
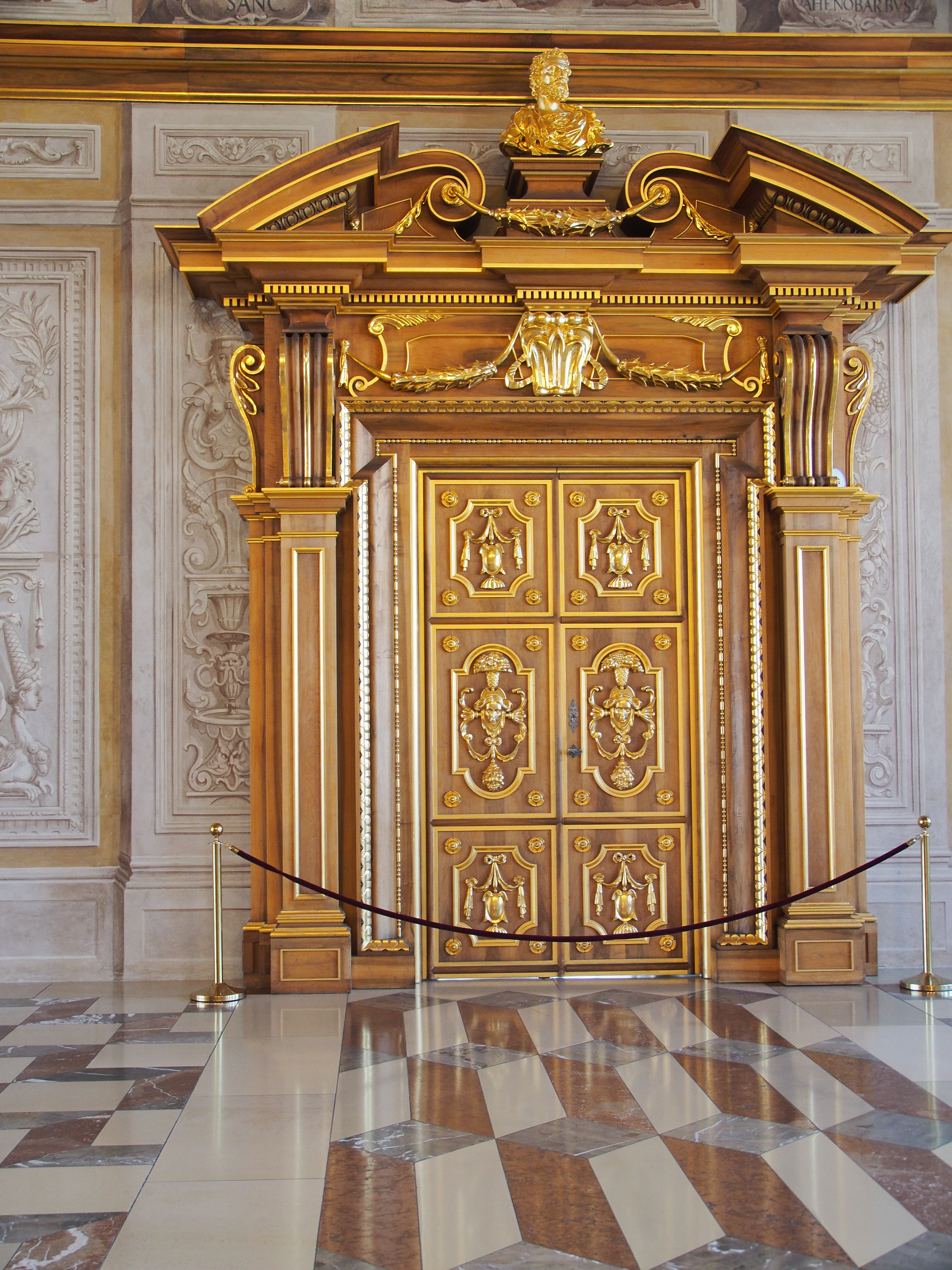
Eingangsportal
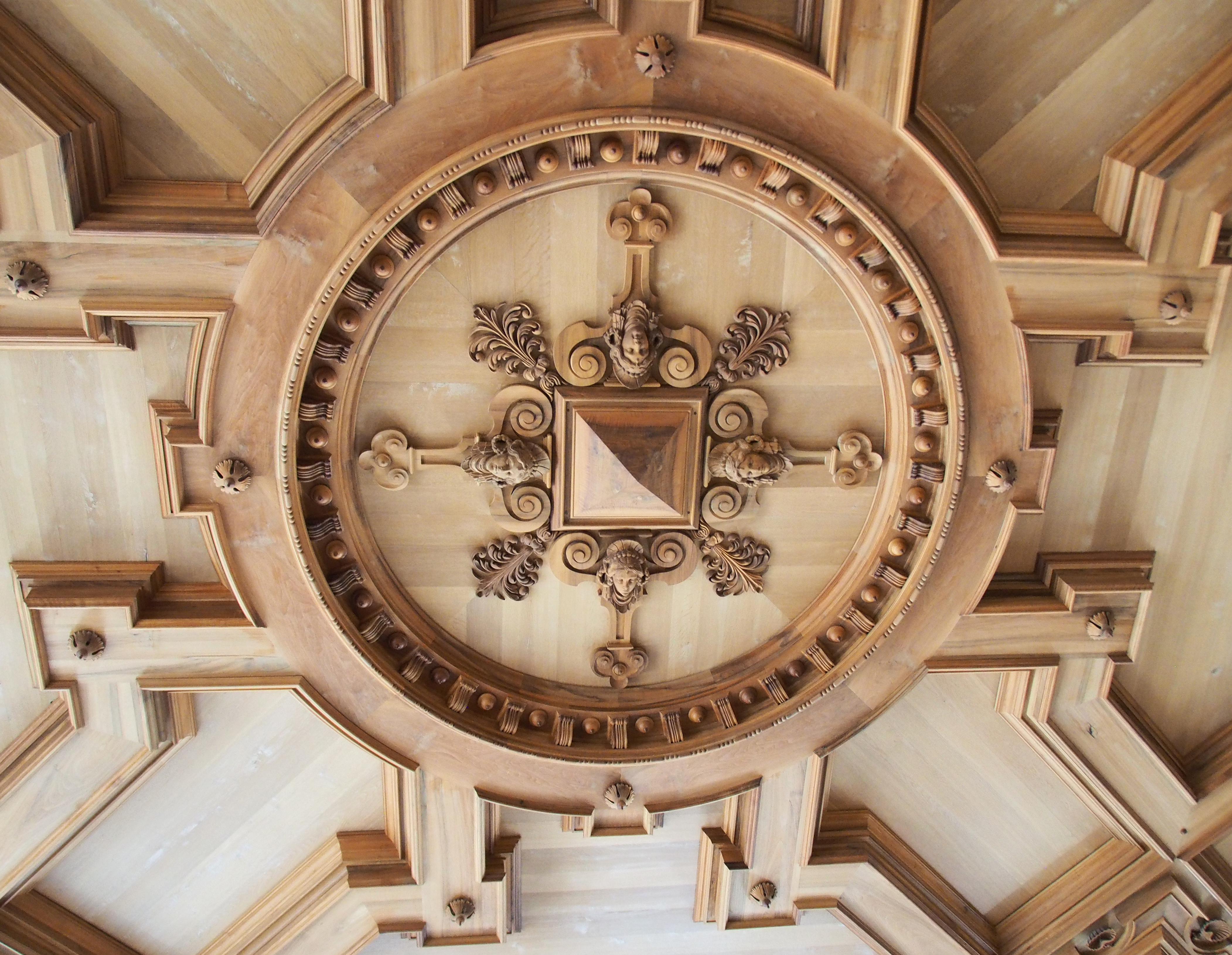
Holzdecke
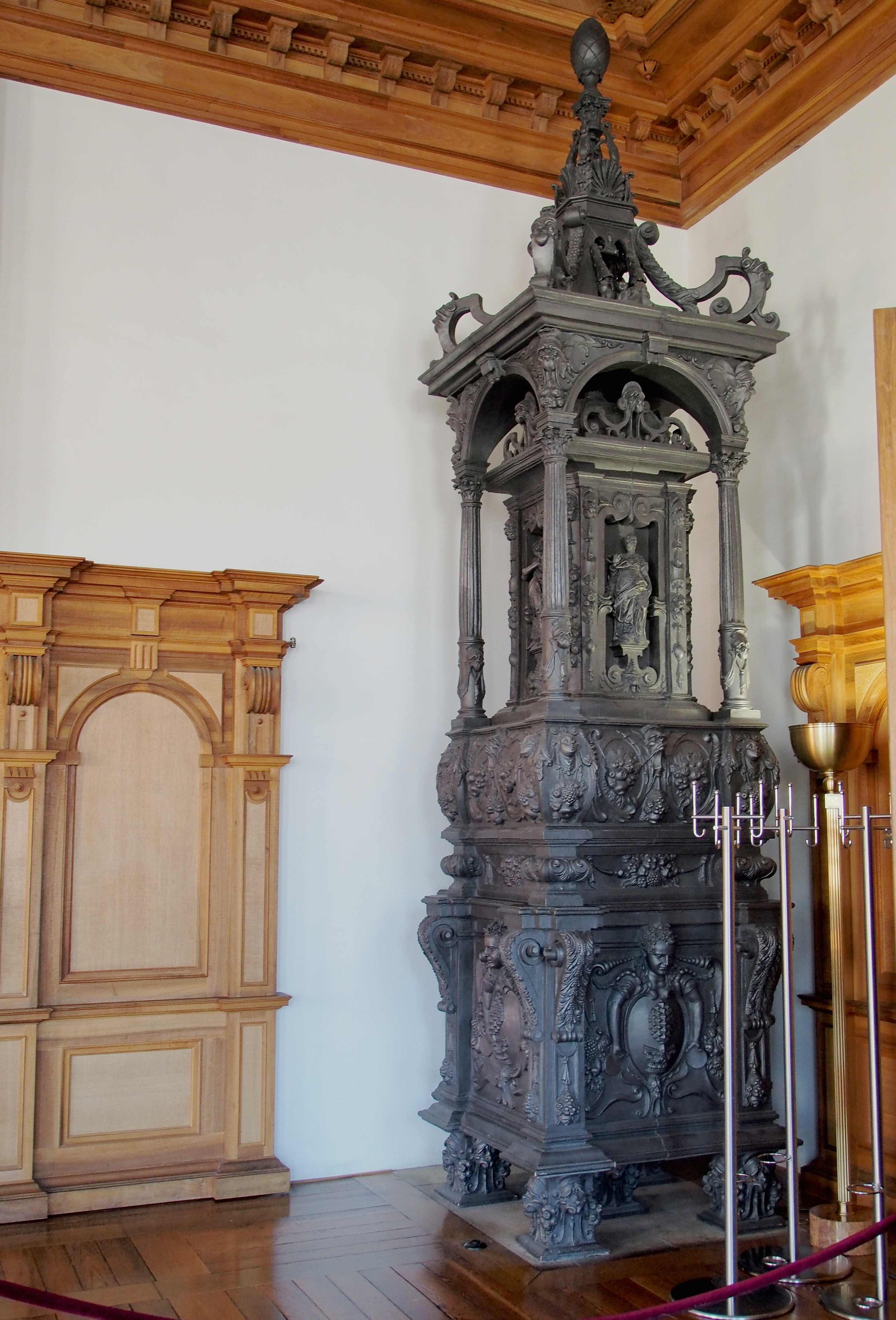
Gusseisenofen
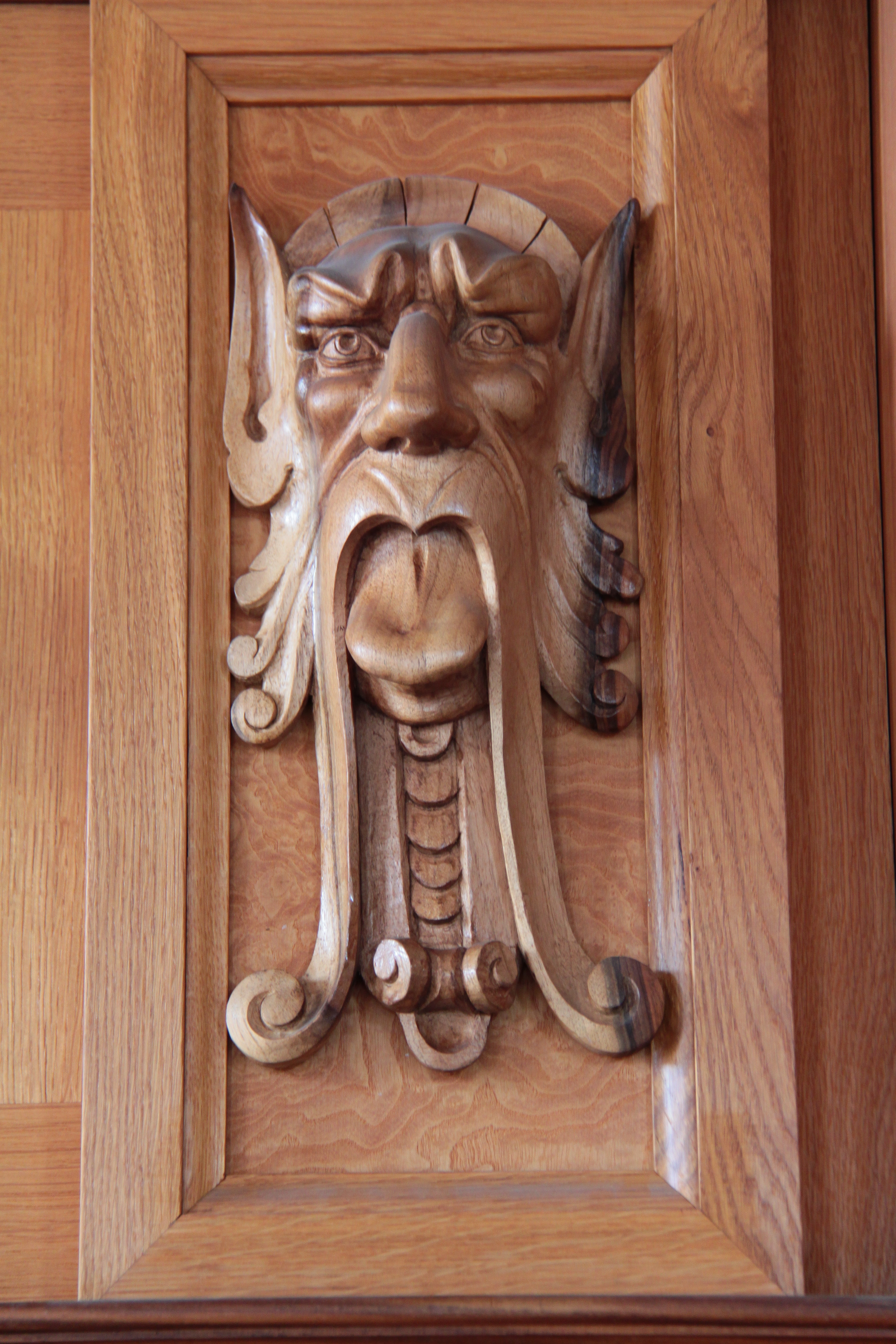
Wandrelief